# Nets Holding A/S
Nets Holding A/S är en dansk leverantör av betalningar, kort- och informationstjänster. Företaget har existerat under namnet Nets sedan 2009, men har en historia som går tillbaka till 1968. VD för företaget är Bo Nilsson.
Nets har mer än 2000 anställda i fem länder. Huvudkontoret ligger i Ballerup, Danmark och de lokala kontoren finns i Oslo, Stockholm, Helsingfors och Tallinn. Kunderna hos Nets är banker, företag, köpmän och den offentliga sektorn.

## Affärsområden
Payments & Information Services hanterar lokala direktdebiteringslösningar. Dessa kallas betalingsservice, AvtaleGiro och eFaktura, som är integrerade delar av den danska och norska betalningsinfrastrukturen.
SektionenCards hanterar betalkortslösningar genom att erbjuda utgivare och inlösare både front-end och back-end-lösningar. I norra Europa är de är en partner inom kortutgivning och förvärvning för både banker och icke-banker. Cards är också en central del av den lokala infrastrukturen för betalningar i Danmark och Norge, genom deras service av de inhemska kortsystemen Dankort och BankAxept.
E-Security fokuserar på signering av elektroniska dokument samt erbjuder service till internationella banker och företag angående säkerhet gällande e-postmeddelanden, arbetsstationer, nätverk, applikationer och distribuering av ID-kort för anställda.
Merchant Solutions erbjuder betalningslösningar för företag som t.ex. butiker, klubbar, föreningar och nationella eller nordiska kedjor. Deras lösningar är specificerade för den nordiska marknaden och deras produkter följer nationella samt internationella standarder.
Teller ingår i Merchant Solutions och hanterar förvärv av nationella och internationella betalkort, främst på den nordiska marknaden. Teller behandlar handelsavtal med de mest använda lokala och internationella korten som Dankort, Visa, MasterCard, American Express, JCB och China UnionPay.

## Historia

### 1960–1970
På 1960-talet var de danska bankerna bland de första som utvecklade och investerade i elektroniska betalningstjänster. Resultatet av detta blev PBS (Payment Business Services, tidigare Pengeinstitutternes BetalingsSystemer), som grundades 1968 och som under de följande årtiondena kom att spela en central roll inom betalningslösningar och relaterade tjänster på den danska marknaden.

### 1970–1980
År 1972 gick de två största norska aktörerna inom elektroniska betalningstjänster, Bankkort och Bankgirosentralen, samman och bildade BBS. 1974 introducerades betaltjänsten på den danska marknaden. Företaget grundades 1977 under namnet Visa Norge.

### 1980–1990
År 1983 lanserade PBS det danska nationella bankkortet Dankort.

### 1990–2000
1991 lanserades det norska betalkortet BankAxept. Kortet är idag den mest använda formen av betalning i Norge.

### 2000–2010
År 2003 utökade företaget sin produktportfölj med MasterCard och bytte namn till Teller. BBS blev 2005 en aktiv spelare i övriga Norden genom att förvärva Ingenico AB (Sverige), Manison (Finland) och Sagem (Danmark). År 2006 köpte Teller ensamrätten till inlösen av American Express. Året därpå togs Teller över av Nordito AS. Sedan 2006 har PBS varit en viktig aktör på den nordeuropeiska marknaden via sitt dotterbolag PBS International. BBS position på den danska marknaden stärktes ytterligare 2007 i och med förvärvet av LD Betalingssystemer. Senare under 2007 togs BBS över av Nordito AS. Dotterbolaget Teller har behållit sitt namn och hanterar inlösen av internationella betalkort i både Danmark och Norge. År 2009 bildades Nets Holding A/S genom en sammansmältning av danska PBS Holding A/S och norska Nordito AS, moderbolag för BBS och Teller.